# Noëlle Maritz
Noëlle Maritz (Newport Beach, 23 de desembre de 1995) és una defensa de futbol suïssa-americana que juga pel VfL Wolfsburg i la selecció suïssa, amb la qual ha jugat el Mundial 2015 i l'Eurocopa 2017.

## Trajectòria
| Anys        | Lliga  | Club          | P  | G  | Actualitzat |
| ----------- | ------ | ------------- | -- | -- | ----------- |
| 2011 - 2013 | D1     | FC Zürich     | 28 | 01 |             |
| 2013 -      | D1     | VfL Wolfsburg | 80 | 03 | 11/2018     |
|             |        |               |    |    |             |
| 2013 -      | Suïssa | Suïssa        | 68 | 01 | 11/2018     |

## Títols
- 2 Lligues: 2012, 2013
- 2 Copes: 2012, 2013
- 1 Lliga de Campions: 2014
- 3 Lligues: 2014, 2017, 2018
- 4 Copes: 2015, 2016, 2017, 2018